# Kraszkowice
Kraszkowice – wieś sołecka w Polsce położona w województwie łódzkim, w powiecie wieluńskim, w gminie Wierzchlas.
| SIMC    | Nazwa               | Rodzaj                          |
| ------- | ------------------- | ------------------------------- |
| 0718393 | Dąbrowa             | część wsi                       |
| 0718401 | Kaźmierów           | część wsi (zniesiona w 2023 r.) |
| 0718424 | Kołodziejowizna     | część wsi                       |
| 0718418 | Kolonia Krzeczowska | część wsi                       |
| 0718430 | Modlin              | część wsi                       |
| 0718447 | Raj                 | część wsi                       |

Miejscowość leży przy drodze wojewódzkiej nr 486 z Wielunia do Działoszyna.
W latach 1975–1998 miejscowość administracyjnie należała do województwa sieradzkiego.
Duża wielodrożnicowa wieś (ponad 250 zagród) znana od 1414 r. W XVIII w. istniała tu szkoła parafialna podległa Komisji Edukacji Narodowej. Właściciel wsi – Psarski za udział w powstaniu styczniowym został stracony w Kaliszu , jego skonfiskowane dobra nabył Ender – przemysłowiec z Pabianic i zbudował tu pałacyk myśliwski. W czasie II wojny światowej Niemcy spalili wieś w 80%.
Pośrodku drogi, w centrum wsi, stoi murowana kaplica z XIX w. pw. św. Anny. Jest to budowla na planie kwadratu z wystającą absydą, z dobudowaną później dzwonnicą. We wsi i okolicy zespół kapliczek i krzyży ufundowanych przez rodzinę Stępniów na pocz. XX w. Wspomniany drewniany pałacyk myśliwski, zbudowany w 1933 r., użytkowany był przez szkołę podstawową. Otacza go park o pow. 2 ha. W parku aleja z 70 ponad 100-letnich lip o obw. 2–3 m i druga aleja ok. 120 brzóz. Ponadto okazałe świerki, żywotniki, modrzewie, sosny, dęby, klony, kasztanowce, robinie akacjowe i orzechy włoskie. Od 2004 roku pałacyk myśliwski wraz z parkiem należy do osoby prywatnej.